# Johannes De Peyster
Johannes Johannes de Peyster (New York, 21 settembre 1666 – New York, 25 settembre 1711) è stato un politico statunitense, 23° sindaco di New York.